# Minden-Marathon
Der Minden-Marathon gehörte gemessen an den Teilnehmerzahlen, zu den großen Landschaftsmarathons in Deutschland. Die Strecke führte von Minden an der Weser durch die Porta Westfalica in einer Schleife durch den Mühlenkreis Minden-Lübbecke zurück nach Minden.
Beim Minden-Marathon war die deutsche oder gar internationale Langlauf-Elite zwar nicht vertreten, die ersten Plätze machten regionale Spitzen-Athleten unter sich aus, doch konnte der Lauf hinsichtlich der Organisation und der Sportbegeisterung der Zuschauer an der Strecke mit den großen mithalten. Der Streckenrekord wurde für die Frauen 2004 von Anke Kemmener (Jahrgang 1968, ATSV Espelkamp) mit 2:50:36 aufgestellt. 2005 lief Marcus Biehl (Jahrgang 1969, SV Brackwede) mit 2:26:32 Streckenrekord für die Männer.

## Geschichte
Der erste Minden-Marathon wurde 2001 veranstaltet. Ausrichter war der TuS Eintracht Minden e. V. Die Firma ROSE Systemtechnik in Porta Westfalica war Veranstalter des Marathons und unterstützte ihn organisatorisch. Deshalb hieß der Lauf offiziell Rose-Marathon Minden. Die Strecke war vom Deutschen Leichtathletik-Verband (DLV) geprüft und genügte internationalen Standards. Die Zeiterfassung erfolgte per ChampionChip.
Schon beim zweiten Durchgang im Jahr 2002 stieg die Zahl der Finisher von 778 auf 906. Es sah erst so aus, als wenn der Minden-Marathon in den Folgejahren von der anhaltenden Laufbegeisterung in Deutschland profitieren und die Marke von 1.000 Zieleinläufern überschreiten könnte. Tatsächlich ist jedoch ein abnehmender Trend zu verzeichnen.
Da sowohl bei den Teilnehmern als auch bei den Co-Sponsoren das Interesse abnahm, erklärte im Juni 2006 die Geschäftsleitung der Rose Systemtechnik sich als Hauptsponsor und aus der Organisation des  Minden-Marathons als jährliche Laufveranstaltung zurückzuziehen.
Von 2009 bis 2011 gab es im Kreisgebiet Minden Lübbecke eine Fortsetzung, den Porta-Marathon.

## Siegerliste
| Datum         | Zeit    | Sieger                  | Zeit    | Siegerin       |
| ------------- | ------- | ----------------------- | ------- | -------------- |
| 11. Juni 2006 | 2:28:02 | Elias Sansar            | 3:01:13 | Silvia Krull   |
| 5. Juni 2005  | 2:26:32 | Marcus Biehl            | 2:57:07 | Heike Mohn     |
| 6. Juni 2004  | 2:38:16 | Frank Kleinsorg         | 2:50:36 | Anke Kemmener  |
| 5. Juni 2003  | 2:31:34 | James Carlton-Hugh (GB) | 2:59:58 | Heike Mohn     |
| 2. Juni 2002  | 2:31:41 | James Carlton (GB)      | 2:57:23 | Simone Erdzack |
| 20. Mai 2001  | 2:43:29 | Achim Hagemeyer         | 2:56:57 | Simone Erdzack |

## Läufer im Ziel
| Jahr | gesamt | Männer | Frauen |
| ---- | ------ | ------ | ------ |
| 2006 | 545    | 464    | 81     |
| 2005 | 648    | 557    | 91     |
| 2004 | 754    | 661    | 93     |
| 2003 | 701    | 592    | 109    |
| 2002 | 906    | 796    | 110    |
| 2001 | 778    | 681    | 97     |